# A-262
A-262は、化学兵器（神経ガス）として開発された有機リン化合物。ノビチョクの一種。